# Familienatlas
Der Familienatlas ist eine Studie, die die Familienfreundlichkeit deutscher Städte untersucht und anhand thematischer Karten veranschaulicht.
In der Studie werden alle 439 Kreise und kreisfreien Städte Deutschlands nach den Kriterien Bevölkerungsentwicklung, Bildung und Arbeitsmarkt, Vereinbarkeit von Beruf und Familie sowie Sicherheit und Wohlstand bewertet.
Der Familienatlas 2005 wurde am 20. Januar 2005 von Bundesfamilienministerin Renate Schmidt der Öffentlichkeit vorgestellt.
2007 wurde der Familienatlas im Rahmen einer Studie erneut erstellt. Die Veröffentlichung erfolgte am 4. Oktober 2007 durch die Bundesministerin für Familie, Senioren, Frauen und Jugend Ursula von der Leyen. Der Familienatlas 2007 trägt den Untertitel „Standortbestimmung, Potenziale, Handlungsfelder“.
Die Studien wurden von der Prognos AG durchgeführt.